# Eva Jeler
Eva Jeler (* 1. Oktober 1953 in Ljubljana) ist eine slowenische Tischtennistrainerin und ehemalige Tischtennisspielerin. Bekannt wurde sie als Cheftrainerin des Deutschen Tischtennis-Bundes (DTTB).

## Trainerin
Die Diplom-Biologin nahm am 1. Oktober 1977 eine Stelle als Verbandstrainerin im Bayerischen Tischtennis-Verband an. Seit 1983 arbeitete sie für den DTTB; anfangs trainierte sie hier  die Jugendlichen und Schüler. In der Zeit von 1989 bis 1996 war sie als Nachfolgerin von Charles Roesch Cheftrainerin. In dieser Zeit erreichte die deutsche Mannschaft drei EM-Titel (1992: Jörg Roßkopf; 1996: Nicole Struse und die Damenmannschaft). Ab Herbst 1996 koordinierte Jeler die Jugendarbeit mit Schwerpunkt DTTZ Heidelberg, Ende Dezember 2011 wurde sie Cheftrainerin im Damenbereich, später auch für Jungen. Im August 2020 schied sie aus dem DTTB aus. Nachfolger wurde Chris Pfeifer.
Im November 2020 wurde Eva Jeler vom australischen Tischtennisverband als Nationaltrainerin verpflichtet. Hier arbeitete sie bis August 2022 erfolgreich im Nachwuchsbereich.

## Aktive Laufbahn
Eva Jeler spielte beim Verein Olympia Ljubljana. Von 1971 bis 1977 war sie jugoslawische Nationalspielerin. Zweimal hatte sie für Jugoslawien bei einer Weltmeisterschaft mitgespielt: 1973 und 1975. 1976 wurde sie bei der Europameisterschaft Dritter mit der Mannschaft; zudem nahm sie noch an den Europameisterschaften 1972 und 1974 teil. Wegen einer Knieverletzung beendete sie 1977 ihre aktive Karriere im Leistungssport.

## Privates
Eva Jeler studierte in Ljubljana Biologie. Sie ist mit Ehemann Altfried Kösters (früher Geschäftsführer der Tischtennis-Fördergesellschaft) verheiratet und hat eine Tochter namens Dora (* 1986).

## Turnierergebnisse
| Verband | Veranstaltung               | Jahr | Ort      | Land | Einzel     | Doppel    | Mixed     | Team |
| ------- | --------------------------- | ---- | -------- | ---- | ---------- | --------- | --------- | ---- |
| YUG     | Balkan Meisterschaft        | 1974 | Athen    | GRE  |            |           | Silber    |      |
| YUG     | Balkan Meisterschaft        | 1973 | Sombor   | YUG  | Halbfinale | Gold      |           | 1    |
| YUG     | Balkan Meisterschaft        | 1971 | Brasov   | ROU  | Halbfinale |           | Silber    |      |
| YUG     | Europameisterschaft         | 1974 | Novi Sad | YUG  | letzte 16  |           |           |      |
| YUG     | Mediterranean Championships | 1973 | Piraeus  | GRE  | Gold       | Gold      |           | 1    |
| YUG     | Weltmeisterschaft           | 1975 | Calcutta | IND  | letzte 64  | letzte 16 | letzte 64 | 7    |
| YUG     | Weltmeisterschaft           | 1973 | Sarajevo | YUG  | letzte 32  | letzte 32 | letzte 64 | 11   |